# Liste der Könige der 14. Dynastie
Die Liste der Könige der 14. Dynastie umfasst Kleinkönige im östlichen Nildelta aus der Zweiten Zwischenzeit. Von ihnen ist in der Regel nichts außer den Thron- und Eigennamen bekannt, die dem Königspapyrus Turin entnommen sind.
Die Könige haben gemäß dem Turiner Königspapyrus folgende Reihung:
| Thronname       | Eigenname | Position Turin Papyrus | Bemerkung |
| --------------- | --------- | ---------------------- | --- |
|                 |           | 7.?                    | 1. König der 14. Dynastie; Name zerstört |
| Aa-seh-Re       | Nehesy    | 8.1                    | 2. König der 14. Dynastie; eine Vielzahl archäologischer Funde, vor allem Skarabäen und Siegel, aber auch Stelen, eine Statue und ein Obelisk, machen ihn zum am besten belegten Herrscher der 14. Dynastie. |
| Cha-tit-Re      |           | 8.2                    | 3. König der 14. Dynastie |
| Neb-fau-Re      |           | 8.3                    | 4. König der 14. Dynastie |
| Sehab-Re        |           | 8.4                    | 5. König der 14. Dynastie |
| Mer-djefa-Re    |           | 8.5                    | 6. König der 14. Dynastie; er regierte etwa drei Jahre. Durch die Identifizierung einer Stele im Jahr 1988/89 ist er neben Nehesy der einzige König dieser Dynastie, der nun durch ein Denkmal bekannt ist. Die Stele zeigt den König in Begleitung des „Sieglers des Unterägyptischen Königs und Siegelvorstehers Reniseneb“ vor dem Gott Sopdu. |
| Sewadj-ka-Re    |           | 8.6                    | Nur aus dem Papyrus Turin, hier der 7. König. Den gleichen Thronnamen trägt auch der 10. König der 13. Dynastie. |
| Neb-djefa-Re    |           | 8.7                    | Regierungsdauer ein Jahr, 8. König |
| Uben-Re         |           | 8.8                    | 9. König der 14. Dynastie |
| …-djefa-Re      |           | 8.10                   | 11. König der 14. Dynastie; Name teilweise zerstört |
| …-uben-Re       |           | 8.11                   | 12. König der 14. Dynastie; Name teilweise zerstört |
| Au-ib-Re        |           | 8.12                   | 13. König der 14. Dynastie |
| Her-ib-Re       |           | 8.13                   | 14. König der 14. Dynastie |
| Neb-sen-Re      |           | 8.14                   | 15. König der 14. Dynastie, regierte 5 Monate, 20 Tage |
| Se-cheper-en-Re |           | 8.16                   | 17. König der 14. Dynastie, regierte 2 Monate, 1 Tag |
| Djed-charu-Re   |           | 8.17                   | 18. König der 14. Dynastie, regierte 2 Monate, 5 Tage |
| Seanch-ib-Re    |           | 8.18                   | 19. König der 14. Dynastie |
| Ka-nefertem-Re  |           | 8.19                   | 20. König der 14. Dynastie |
| Sechem-…-Re     |           | 8.20                   | 20. König der 14. Dynastie; Name teilweise zerstört |
| Ka-kemet-Re     |           | 8.21                   | 22. König der 14. Dynastie, unklar ob Thron- oder Eigenname |
| Nefer-ib-Re     |           | 8.22                   | 23. König der 14. Dynastie, vielleicht zeitgenössisch durch einen Skarabäus bezeugt |
|                 | A…        | 8.23                   | 24. König der 14. Dynastie; Name teilweise zerstört |
| Cha-ka-Re       |           | 8.24                   | 25. König der 14. Dynastie |
| Anch-ka-Re      |           | 8.25                   | 26. König der 14. Dynastie |
| Semen-en-Re     | Hepu      | 8.26                   | 27. König der 14. Dynastie |
| Djed-ka-Re      | Anati     | 8.27                   | 28. König der 14. Dynastie |
| …-ka-Re         | Bebnem    | 8.28                   | 29. König der 14. Dynastie |
| Senefer-…-Re    |           | 9.9                    | Genaue Einordnung unklar; Name teilweise zerstört |
| Men-ib-Re       |           | 9.10                   | Genaue Einordnung unklar |
| Djed-…-Re       |           | 9.11                   | Genaue Einordnung unklar; Name teilweise zerstört |
|                 | Saket     | 10,x+1                 | Genaue Einordnung unklar, vielleicht auch 16. Dynastie; Name teilweise zerstört; durch einen Skarabäus belegt |
|                 | Ar…       | 10,x+2                 | Genaue Einordnung unklar; Name teilweise zerstört |
|                 | Sa-Sobek  |                        | Genaue Einordnung unklar; nur im Papyrus Vandier belegt |

Neben den hier aufgeführten Königen nennt Jürgen von Beckerath noch zehn weitere Namen aus dem Königspapyrus Turin: Siptah, Seanch, Ef…, Seth II, Sunu, Hor III., Enibef, Pensetensepet, Cherhimweschepse und Chuhimwe. Diese Namen sind jedoch nach einer neueren Untersuchung von Kim Ryholt zu streichen, da es sich nicht um Namen von Herrschern der 14. Dynastie, sondern um mythische Könige der Vorzeit handelt.